# Driver (Pendulum)
Driver è un singolo del gruppo musicale australiano Pendulum, pubblicato il 17 settembre 2020 come primo estratto dal secondo EP Elemental.

## Descrizione
Insieme all'altro singolo Nothing for Free, presentato poche ore più tardi, si tratta della prima pubblicazione di materiale inedito da parte del gruppo a distanza di circa dieci anni dal terzo album Immersion e si caratterizza per le sonorità marcatamente drum and bass.

## Tracce
1. Driver – 3:29